# Alasdair Strokosch
Alasdair Karl Strokosch (Paisley, 21 febbraio 1983) è un ex rugbista a 15 internazionale per la Scozia, in carriera attivo nel ruolo di terza linea ala.

## Biografia
Di padre tedesco e madre scozzese, Strokosch praticò anche karate a livello agonistico.
Da dilettante militò in Scottish Premier League nel Boroughmuir, formazione di Edimburgo con cui si laureò campione nazionale nel 2002-03, e la stagione successiva fu messo sotto contratto dalla franchise professionistica di Celtic League dell'Edimburgo.
Presente a più riprese nell'Under-21 scozzese, in cui disputò 21 incontri fino al 2004, esordì in Nazionale maggiore contro l'Australia al Murrayfield durante i test di fine anno 2006, divenendo tuttavia regolare in squadra dal Sei Nazioni 2008, quando già aveva lasciato nell'estate precedente la franchise scozzese per militare in English Premiership nelle file del Gloucester.
Nel 2010 prolungò il suo impegno con tale club per due ulteriori stagioni; fece parte della rosa scozzese alla Coppa del Mondo di rugby 2011 in Nuova Zelanda, tuttavia non superando il primo turno.
Nel 2012, non avendo rinnovato l'impegno con Gloucester, si trasferì in Francia al Perpignano, club di prima divisione.

## Palmarès
- Campionati scozzesi: 1
Boroughmuir: 2002-03